# Estación Salguero
Jerónimo Salguero o Salguero es una estación ferroviaria ubicada en la localidad del mismo nombre, Departamento Presidente Roque Sáenz Peña, Provincia de Córdoba, República Argentina.

## Servicios
Actualmente, no presta ningún servicio, ni de cargas y ni de pasajeros, en la actualidad.

## Historia
En el año 1889 fue inaugurada la Estación, por parte del Ferrocarril Buenos Aires al Pacífico, en el ramal de Villa Valeria a Laboulaye, que en la actualidad, el ramal fue desafectado por el gobierno de Carlos Menem. El ramal fue puesto en marcha en la década de 1900 por el Ferrocarril Buenos Aires al Pacífico.